# Цебя
Цебя (рум. Țebea) — село у повіті Хунедоара в Румунії. Входить до складу комуни Бая-де-Кріш.
Село розташоване на відстані 325 км на північний захід від Бухареста, 34 км на північний захід від Деви, 95 км на південний захід від Клуж-Напоки, 124 км на схід від Тімішоари.

## Населення
За даними перепису населення 2002 року у селі проживали 759 осіб, з них 758 осіб (99,9%) румунів. Рідною мовою 758 осіб (99,9%) назвали румунську.